# Referendum o přistoupení Maďarska k Evropské unii

Mapa výsledků referenda podle maďarských žup

Referendum o přistoupení Maďarska k Evropské unii proběhlo 12. dubna 2003. Hlasování bylo s volební účastí 45,62% platné a jelikož 83,76% voličů souhlasilo, stalo se Maďarsko dne 1. května 2004 členským státem Evropské unie. První volby do Evropského parlamentu se v Maďarsku konaly v 13. června 2004.

## Otázka
- maďarsky : Egyetért-e azzal, hogy a Magyar Köztársaság az Európai Unió tagjává váljon?
- překlad : Souhlasíte, aby se Maďarská republika stala členským státem Evropské unie?

## Kampaň

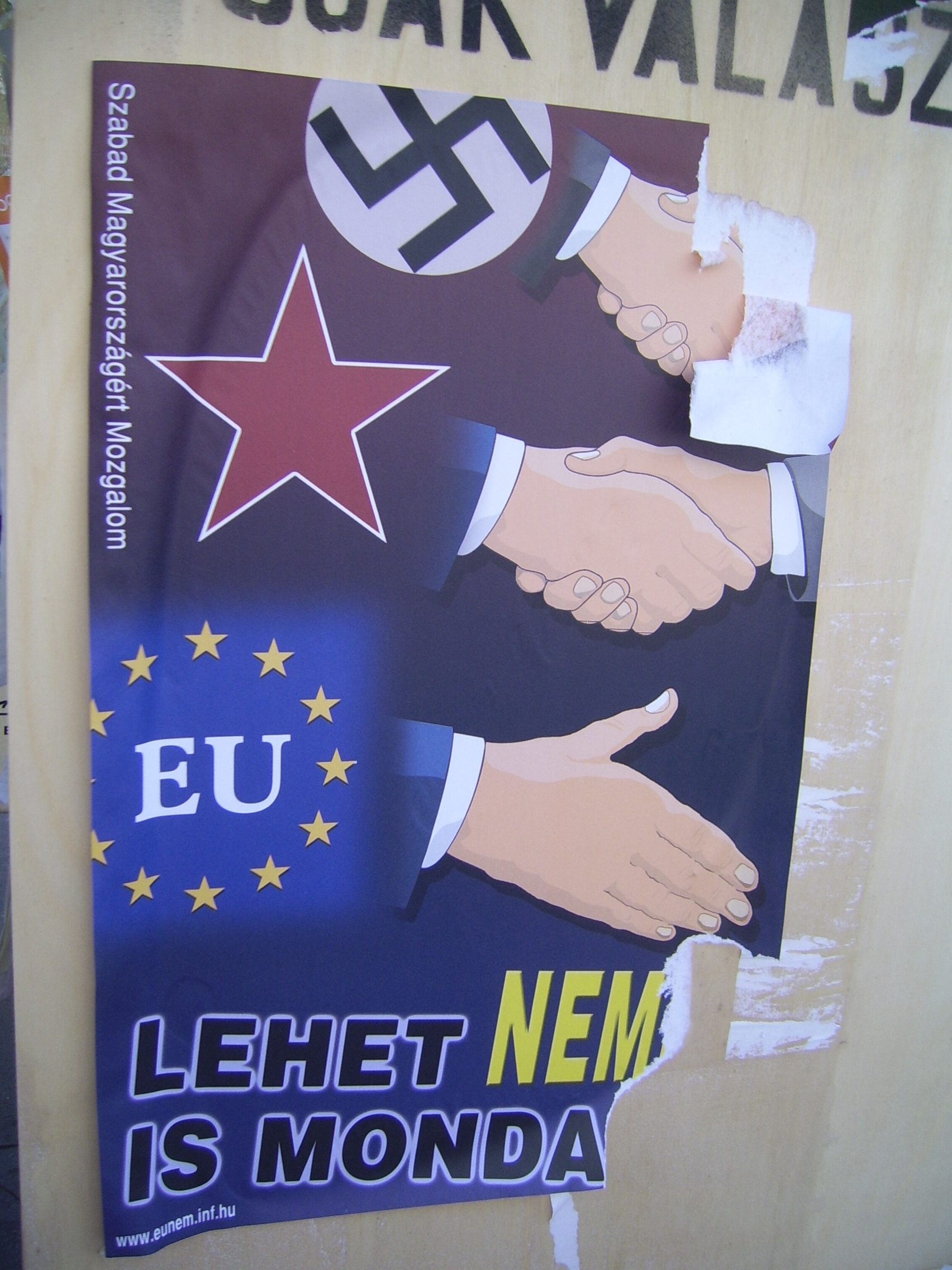
Kampaň proti vstupu do EU

### ANO
- maďarská vláda — premiér Péter Medgyessy (MSZP)
- maďarský parlament — všechny politické subjekty po volbách 2002:
  - Fidesz – Maďarská občanská unie (FIDESZ)
  - Maďarské demokratické fórum (MDF)
  - Maďarská socialistická strana (MSZP)
  - Svaz svobodných demokratů (SZDSZ)

### NE
- Maďarská dělnická strana (Munkáspárt)
- Strana maďarské spravedlnosti a života (MIÉP)
- Szabad Magyarországért Mozgalom

## Výsledky
| Výsledky lidového hlasování o členství Maďarska v EU (12. duben 2003) |           |         |
| Počet oprávněných voličů                                              | 8 042 272 | 100%    |
| Počet nehlasujících občanů                                            | 4 373 020 |         |
| Počet hlasujících voličů                                              | 3 669 252 | 45,62%  |
| - Z toho neplatné hlasy                                               | 17 998    | 0,49%   |
| - Z toho platné hlasy                                                 |           |         |
| HLASY                                                                 | počet     | procent |
| IGEN (ANO)                                                            | 3 056 027 | 83,76%  |
| NEM (NE)                                                              | 592 690   | 16,24%  |
| CELKEM                                                                | 3 648 717 | 100%    |